# Borgo (Haute-Corse)
Borgo település Franciaországban, Haute-Corse megyében. Lakosainak száma 10 102 fő (2022. január 1.). Borgo Biguglia, Lucciana, Rutali és Vignale községekkel határos.

## Népesség
A település népességének változása:
| Lakosok száma | 1600 | 3413 | 3773 | 6750 | 7997 | 8505 | 8760 | 8832 | 9254 | 10 102 |
|               | 1968 | 1982 | 1990 | 2006 | 2013 | 2015 | 2017 | 2019 | 2020 | 2022   |